# Flors linnemanufaktur
Flors linnemanufaktur i Mo socken i Söderhamns kommun i Hälsingland var ett linneväveri verksamt 1729–1859. Det grundades av Stephen Bennet och drevs därefter av sonen Thomas. Väveriet är mest känt för sin högklassiga damast. Det var beläget i byn Flor i en byggnad som efteråt och fram till 2006 var prästgård och låg 5 km väster om Mohed. 
Verksamheten vid linberederiet och spinnskolan ledde till att linhanteringen i Hälsingland förbättrades. Vid Flor vävdes också grövre och finare lärft, tältduk, broscherade bomullstyger, manchester, randiga bolstervarstyger och näsdukar. I färgeriet utfördes blocktryck på eget linne och valstryck på ylletyger, och i fabrikens strumpstolar stickades material till tröjor, mössor och strumpor. Under storhetstiden 1740-1770 sysselsatte väveriet bortåt 200 personer. Den höll sådan kvalitet att eget hallmärke erhölls, något som var ovanligt för tiden. Delar av produktionen gick till hovet i Stockholm.
Ranbogården hade under 2009–2011 en utställning om Flors linnemanufaktur.